# 薩默希爾 (伊利諾伊州)
薩默希爾（英語：Summer Hill）是位於美國伊利諾伊州派克縣的一個非建制地區。該地的面積和人口皆未知。

## 地理
薩默希爾的座標為39°32′47″N 90°55′09″W / 39.54639°N 90.91917°W，而該地的平均海拔高度為231米（即758英尺）。